# Canon EOS-3
Canon EOS-3 — профессиональный малоформатный однообъективный зеркальный фотоаппарат семейства Canon EOS, впервые представленный публике на выставке Photokina-98 в Кёльне. Главное отличие от предыдущих моделей заключается в инновационном 45-точечном модуле фазового автофокуса, дополненном автоматическим выбором зоны фокусировки инфракрасным датчиком положения зрачка глаза фотографа, до этого использовавшимся только в младшей полупрофессиональной модели EOS 5. При этом из 45 датчиков автофокуса 38 сохраняют работоспособность до светосилы f/5,6, а центральный — впервые в мире при относительном отверстии объектива f/8.
Модуль автофокуса, опробованный в этом фотоаппарате, позднее использован в последней плёночной модели EOS-1V, ставшей основой для современной цифровой линейки Canon EOS-1D.

## Особенности конструкции
Фотоаппарат стал дальнейшим развитием линейки Canon EOS-1, и кроме новейшей системы автофокуса оснащён усовершенствованным TTL-экспонометром с 21-зонным сенсором матричного замера вместо 16-зонного у EOS-1N. Фокальный затвор с вертикальным ходом металлических ламелей, рассчитанный на ресурс 100 000 циклов, отрабатывает выдержки в диапазоне от 1/8000 до 30 секунд при синхронизации на 1/200.
Разработан новый бустер PB-E2, совместимый с предыдущими моделями серии EOS-1, а также новый никель-металлгидридный аккумулятор NP-E2, поддерживающий скорость серийной съёмки до 7 кадров в секунду. Без бустера фотоаппарат получает питание от батарейки типа 2CR5, поддерживая частоту съёмки 4,3 кадра в секунду.
Фотоаппарат положил начало второму поколению камер группы «А», что означает поддержку беспроводного дистанционного управления внешними вспышками по инфракрасному каналу. Кроме того, фотоаппарат, как и все камеры этой группы, рассчитан на новейшую технологию E-TTL, и поэтому несовместим со старой линейкой Canon Speedlite серии EZ. Новая согласованная фотовспышка «Canon Speedlite 550 EX», разработанная специально для этого фотоаппарата, впервые оснащена функцией управления внешними вспышками в ведущем режиме, которой до этого обладал только трансмиттер Canon ST-E2.
Система управления фокусировкой «по взгляду фотографа» оказалась недостаточно надёжной: она не работала при надетых очках или контактных линзах. В более поздних моделях она не использовалась. Другие конструкторские решения, такие как 21-зонный датчик экспозамера, пылевлагозащищённый корпус, бустер и батарея успешно использованы в модели EOS-1V.